# Atraphaxis frutescens
Atraphaxis frutescens là một loài thực vật có hoa trong họ Rau răm. Loài này được (L.) K.Koch mô tả khoa học đầu tiên năm 1872.